# Minoria modelo
Minoria modelo é uma minoria demográfica (seja com base na etnia, raça ou religião) cujos membros são percebidos como tendo um grau de sucesso socioeconômico mais alto do que a média da população, servindo assim como um grupo de referência para grupos sociais externos. Esse sucesso é normalmente medido relativamente pelo nível de escolaridade; representação em ocupações gerenciais e profissionais; e renda familiar, juntamente com outros indicadores socioeconômicos, como baixa criminalidade e alta estabilidade familiar/conjugal. O conceito de minoria modelo está principalmente associado à cultura dos Estados Unidos, embora muitos países europeus tenham conceitos de classismo que estereotipam os grupos étnicos de maneira semelhante.
O conceito é controverso, pois historicamente tem sido usado para sugerir que não há necessidade de intervenção governamental nas disparidades socioeconômicas entre certos grupos raciais. Este argumento tem sido mais frequentemente aplicado nos Estados Unidos para contrastar asiático-americanos (particularmente imigrantes oriundos da Ásia Meridional e do leste asiático) e judeus americanos em lugar de afro-americanos e hispano-americanos, reforçando a ideia de que asiáticos e judeus americanos são bons cidadãos/imigrantes produtivos e obedientes à lei, ao mesmo tempo que promovem o estereótipo de que hispânicos e afro-americanos são propensos ao crime e dependentes dos benefícios de bem-estar social do governo.